# Museu Viking World
El Museu Viking World és un museu cultural localitzat en Njarðvík (Islàndia). El museu es va inaugurar el 8 de maig de 2009. La directora és Elisabeth Ward. L'edifici va ser dissenyat per Guðmundur Jónsson.
El museu té en exposició permanent de l'Íslendingur, una rèplica del Vaixell de Gokstad que l'any 2000 va navegar per l'Atlàntic cap a l'Anse aux Meadows, un paratge situat en la punta septentrional de l'illa de Terranova, durant les celebracions del viatge de Leif Eriksson, un explorador viking. El vaixell va ser retornat a Islàndia i es va exhibir a l'aire lliure fins que va ser transferit al nou museu a la tardor de 2008. El vaixell es troba suspès, de manera que els visitants poden caminar per sota del seu casc i veure la mà d'obra.
El museu també alberga l'exposició «Els vikings - La saga de l'Atlàntic Nord» de l'Institut Smithsonian de Washington DC. L'1 de desembre de 2010, una exposició temporal de dos anys amb material cedit pel Museu Nacional d'Islàndia va ser inaugurada amb una cerimònia pagana d'enterrament d'un cos excavat l'any 1868 a Hafurbjarnarstaðanar.